# 이너베젤
이너베젤(Inner Bezel)은 스마트폰에서 화면 내 위치한 검정 테두리다.

## 역할
스마트폰 내에는 기본 베젤과 별도로 화면 내에 '이너베젤'로 불리는 두꺼운 검은 테두리가 따로 있는데, 검은 테두리는 백라이트 불빛이 새는 '빛샘 현상'을 막기 위한 역할을 한다.

## 논란
LG전자의 경우, LG 옵티머스 G 프로 광고 사진에선 보이지 않던 약 1mm 크기의 검은색 테두리가 제품에 존재하여 논란이 있었다. 그리고 실제로도 G 프로 외의 상당수 모델에서도 이 구라베젤이라고 알려진 베젤은 이너베젤이 아닌 아예 패널자체에 검은색 도색을 해서 베젤이 얇은 것처럼 눈속임 한 것이다.